# Fandango Media
Fandango Media, LLC es una compañía estadounidense de venta de entradas de películas a través de su sitio web y también a través de su aplicación móvil.

## Historia
Los ingresos de la industria aumentaron rápidamente durante varios años después de la formación de la compañía. Sin embargo, a medida que Internet crecía en popularidad, las pequeñas y medianas cadenas de salas de cine comenzaron a ofrecer capacidades de venta de entradas independientes, a través de sus propios sitios web. Además, surgió un nuevo paradigma de espectadores que imprimían sus propios boletos en casa (con códigos de barras para ser escaneados en el cine), en los servicios ofrecidos por PrintTixUSA y por los sitios web operados por proveedores de software en puntos de venta como "ticketmakers.com" (y eventualmente el propio Fandango). Finalmente, una caída general en el cine continuó en la década de 2000, cuando los cines en casa, los DVD y las televisiones de alta definición proliferaron en los hogares promedio, convirtiendo sus hogares en un lugar preferido para proyectar películas.
El 11 de abril de 2007, Comcast adquirió Fandango, con planes de integrarlo en un nuevo sitio web de entretenimiento llamado "Fancast.com", que se lanzará el verano de 2007. En junio de 2008, el dominio Movies.com fue adquirido de Disney. Con la compra de una participación mayoritaria de Comcast en NBCUniversal en enero de 2011 (propiedad total en 2013), Fandango y todos los demás activos de medios de Comcast se fusionaron en la empresa.
En marzo de 2012, Fandango anunció una asociación con Yahoo! Movies, convirtiéndose en la boletera en línea y móvil oficial para usuarios registrados del servicio de Yahoo!. Ese octubre, Paul Yanover fue nombrado presidente de Fandango.
El 29 de enero de 2016, Fandango anunció la adquisición de M-GO, una empresa conjunta entre Technicolor SA y DreamWorks Animation (NBCUniversal adquirió esta última tres meses después) que luego se rebautizaría como "FandangoNOW".

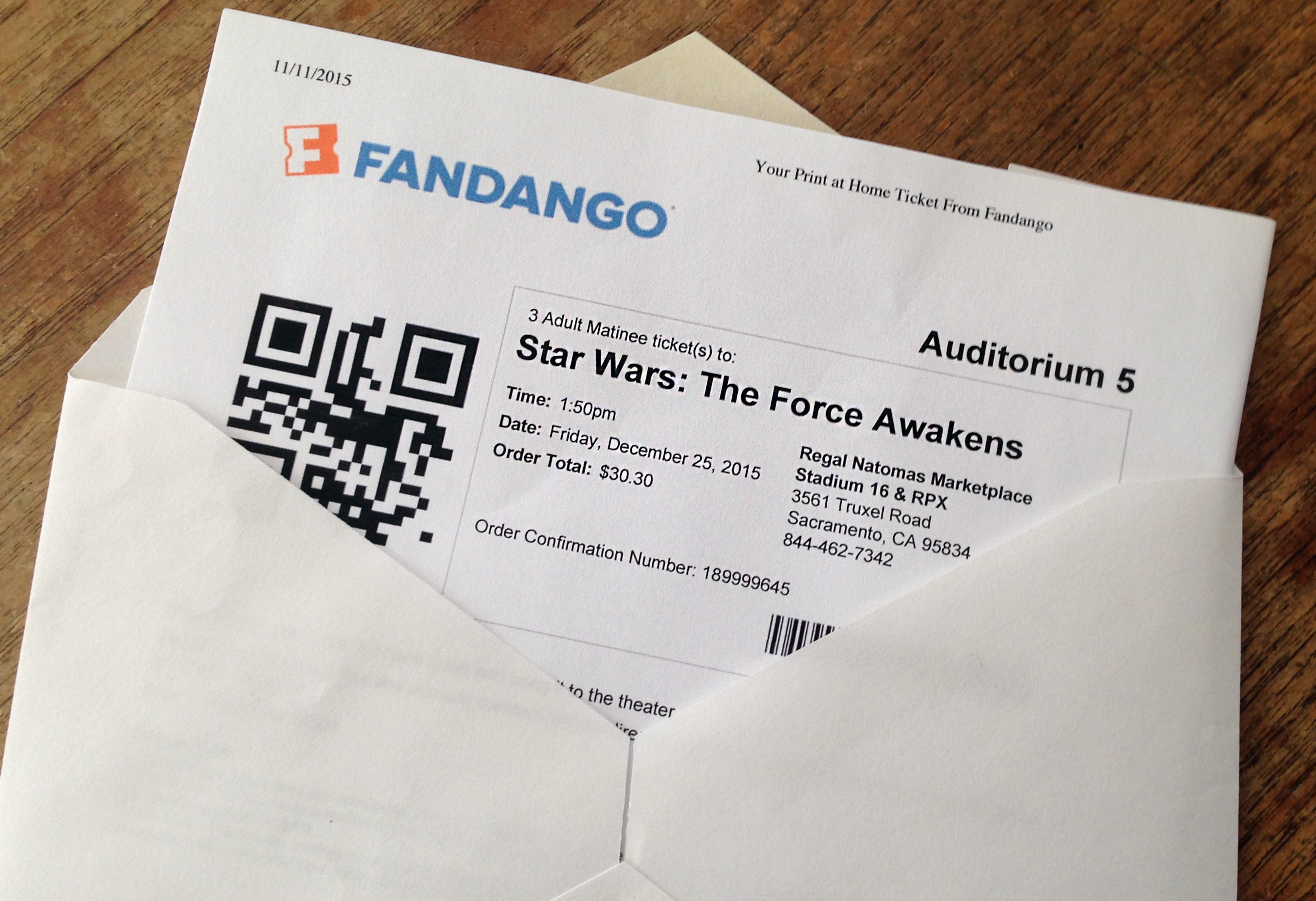
Entrada para Star Wars: Episodio VII - El despertar de la Fuerza

En febrero de ese mismo año, Fandango anunció la adquisición de Flixster y Rotten Tomatoes de Warner Bros. Entertainment de Time Warner. Como parte del acuerdo, Warner Bros. se convertiría en un accionista del  30% de la compañía combinada de Fandango.
En diciembre de 2016, Fandango Media compró Cinepapaya, un sitio web con sede en Perú para comprar boletos de cine, por un monto no revelado.

## Servicios
Fandango cobra una prima por el uso de sus servicios, que oscila entre 75 ¢ y $ 2.50 dólares (el recargo adicional por pedidos por teléfono), que reserva un boleto para imprimir al llegar a un cine, evitando así las filas. Inicialmente, se prometieron asientos para espectáculos agotados, pero esta función se descontinuó para la mayoría de los cines, ya que no todos estaban equipados para manejar asientos reservados y evasión de filas. Con precios de boletos en muchas áreas que exceden los $10.00 dólares, comprar boletos a través de Fandango y otros sitios web de boletos puede hacer que ir al cine sea una propuesta costosa; sin embargo, obtener entradas para películas en sus días de estreno por medios convencionales puede ser inconveniente y difícil (especialmente en grandes áreas metropolitanas) sin utilizar servicios como Fandango.
Los anuncios de Fandango se reproducen antes de las vistas previas en las cadenas de cines que participan y presentan títeres de bolsa de papel que cuentan varias bromas y acertijos de una o dos líneas centrados en el nombre de la compañía. La compañía también produjo un segmento de publicidad que se basa en la canción «We are the World».
El sitio web de Fandango también ofrece clips exclusivos de películas, avances, entrevistas con celebridades, reseñas de usuarios, descripciones de películas y algunos juegos basados en la web para sus miembros.
A partir del 5 de marzo de 2015, Fandango ofrece a los clientes membresías con la capacidad de reembolsar o intercambiar sus pedidos hasta 2 horas antes de la hora de presentación de su película.
La aplicación de Android de Fandango fue incluida entre las 50 mejores aplicaciones de Android de Techlands para 2013.

## Competencia
Fandango es uno de los tres principales sitios de venta anticipada de entradas de películas en línea, junto con MovieTickets.com y Atom Tickets. Antes de ser adquirida por Comcast en abril de 2007, Fandango era de propiedad privada, y la mayor parte interesada era la segunda cadena de cines más grande de los Estados Unidos, Regal Entertainment Group, incluidas las cadenas de teatro United Artists y Hoyts. Junto con otros socios, Regal fundó Fandango en parte para evitar que la anterior MovieTickets.com estableciera un monopolio en los servicios de venta de boletos por teléfono y en línea. (MovieTickets.com fue de propiedad pública y se negoció con el símbolo bursátil HOLL. Fue adquirido por Fandango en 2017.) Se dice que la agencia de publicidad decidió su nombre porque sonaba "divertido, cinético e inteligente", "se pronuncia fácilmente y es recordable, aunque en realidad no tiene nada que ver con las películas".
Las fusiones de cadenas de películas tienen asuntos complicados con respecto a qué compañía proporciona boletos en línea para una cadena en particular. Tras la adquisición de Consolidated Theatres por parte de Regal, esa cadena estaba bajo contrato con MovieTickets.com; Como tal, Fandango no tiene boletos para los cines de Regal. Por otro lado, la adquisición de la cadena Hoyts por parte de Regal dio lugar a que Fandango se hiciera cargo de sus boletos en línea.
Antes de 2012, Fandango no ofrecía boletos en línea para muchos cines de AMC. Sin embargo, proporcionó boletos en línea para los cines de AMC que originalmente formaban parte de la cadena de entretenimiento de Loews Cineplex, debido a obligaciones contractuales vigentes antes de la fusión en 2005 de las dos cadenas de películas. Loews había intentado anteriormente romper el contrato en 2002 bajo la presión de la bancarrota y de (entonces) AOL Moviefone y su socio, la subsidiaria Cineplex de Loews; Fandango demandó con éxito a Loews y Moviefone y retuvo el negocio de Loews. A partir del 8 de febrero de 2012, Fandango comenzó a ofrecer boletos para todos los cines de AMC en los Estados Unidos, después de lo cual los compañeros accionistas de MovieTickets.com demandaron a AMC por incumplimiento de contrato. AMC y MovieTickets.com se establecieron en 2013, con el acuerdo de que la venta de boletos en línea de la cadena de cines estaría disponible tanto en Fandango como en MovieTickets.com.
En mayo de 2012, Fandango anunció una asociación con Moviefone, exsocio de MovieTickets.com. Atom Tickets, una aplicación de venta de entradas de películas y un sitio web que se lanzó en 2014, se ha calificado de "competidor serio" para Fandango.

## Controversias
En julio de 2009, se reveló que Fandango, junto con otros sitios web, incluidos buy.com y Orbitz, estaban vinculados con programas controvertidos de lealtad a la web, también conocidos como comercializadores post-transacción. Según se informa, Fandango dio acceso a las tarjetas de crédito de sus clientes a terceros.
La compañía sostuvo una disputa de marca registrada del nombre en diciembre de 2013 cuando WWE intentó marcarla para el luchador profesional Johnny Curtis.
En agosto de 2014, la Comisión Federal de Comercio ("FTC") aprobó una orden final de liquidación de cargos contra Fandango por tergiversar al público la seguridad de su aplicación móvil y también por no proteger la transmisión de la información personal confidencial de sus clientes. La aplicación móvil de Fandango aseguró a los consumidores, durante el proceso de pago, que la información de su tarjeta de crédito se almacenó y transmitió de forma segura. Los reclamos de la FTC contra Fandango se enfocaron en fallas relacionadas con la implementación y prueba de sus certificados "SSL" de la Transport Layer Security durante los 4 años posteriores al lanzamiento de la aplicación móvil en marzo de 2009. Según la FTC, Fandango encargó auditorías de seguridad en 2011, pero las auditorías tenían un alcance limitado y no incluían una revisión de la seguridad de la transmisión de información de la aplicación. También se alegó que Fandango no implementó canales efectivos para las quejas de seguridad, y en cambio confió en su sistema general de servicio al cliente para manejar los informes de vulnerabilidad de seguridad.
En octubre de 2015, FiveThirtyEight publicó una historia y un podcast en el que se cuestionaban las métricas de Fandango sobre las calificaciones de los usuarios. La investigación observó que debido a la forma en que el sitio calcula las calificaciones, era raro que una película obtuviera una calificación global de tres estrellas. El problema aparentemente se extendió desde el hábito de Fandango de redondear las calificaciones hasta la mitad más cercana. Fandango, en respuesta, notó que se trataba de una falla que estaba trabajando para reparar. Sin embargo, Gizmodo citó el estudio después de que Fandango anunciara la compra de Rotten Tomatoes por temor a que la compra "arruinara" el sitio.
En diciembre de 2017, Fandango recibió cientos de quejas sobre la entrega de boletos de Star Wars: The Last Jedi. Los problemas comenzaron a las pocas horas de que las ventas avanzadas estuvieran disponibles para la nueva película de Star Wars, con clientes quejándose de largos tiempos de espera y fallas en el sitio web, según informó Forbes. Los problemas para la compañía continuaron ya que muchos se quejaron de que habían pagado por boletos que nunca recibieron, incluido el canal de YouTube Red Letter Media, que hizo referencia a la queja en su revisión de The Last Jedi varias veces. Los clientes encontraron poco o ningún apoyo por parte del equipo de relaciones con los clientes de Fandango, que ignoró las quejas mientras continuaba aceptando pagos.

## FandangoNow
A principios de 2016, Fandango adquirió el servicio de transmisión de películas M-GO. Fandango cambió el nombre de M-GO a FandangoNow (estilizado como FandangoNOW). FandangoNow es compatible con UltraViolet y Movies Anywhere, armarios de derechos digitales para muchos grandes estudios de cine. FandangoNOW es el principal servicio de películas digitales para Roku, e incluye un acceso directo al servicio en los controles remotos de Roku, junto con una ubicación privilegiada en los menús de inicio de Roku y los servicios de búsqueda.